# Musée du préservatif
Le musée du préservatif (Condom Museum) de Bangkok est un petit musée scientifique créé autour du préservatif. Il présente notamment des informations sur les contrôles qualité dont les préservatifs font l'objet, leur importance dans la lutte contre le SIDA et d'autres infections sexuellement transmissibles ainsi que quelques conseils pour l’achat et son utilisation.

## Salles du musée
La première salle du musée est dédiée aux emballages de préservatifs et aux campagnes pour leur utilisation. 
Différents emballages de préservatifs y sont exposés et des recommandations pour leur achat y sont indiquées : en particulier, l’emballage d'un préservatif doit être carré (les rectangulaires risquant de déformer le préservatif) et opaque (pour éviter une dégradation par la lumière). Une date limite d’utilisation doit être marquée. 
Un ensemble d'affiches est présenté, ainsi qu'une photo de Mechai Viravaidya, surnommé Monsieur Préservatif (Mr Condom), qui a joué un rôle important dans la lutte pour la mise en place du planning familial et la prévention du SIDA en Thaïlande.
Trois autres salles permettent au visiteur d'observer les tests effectués avant et après l'autorisation de mise sur le marché :

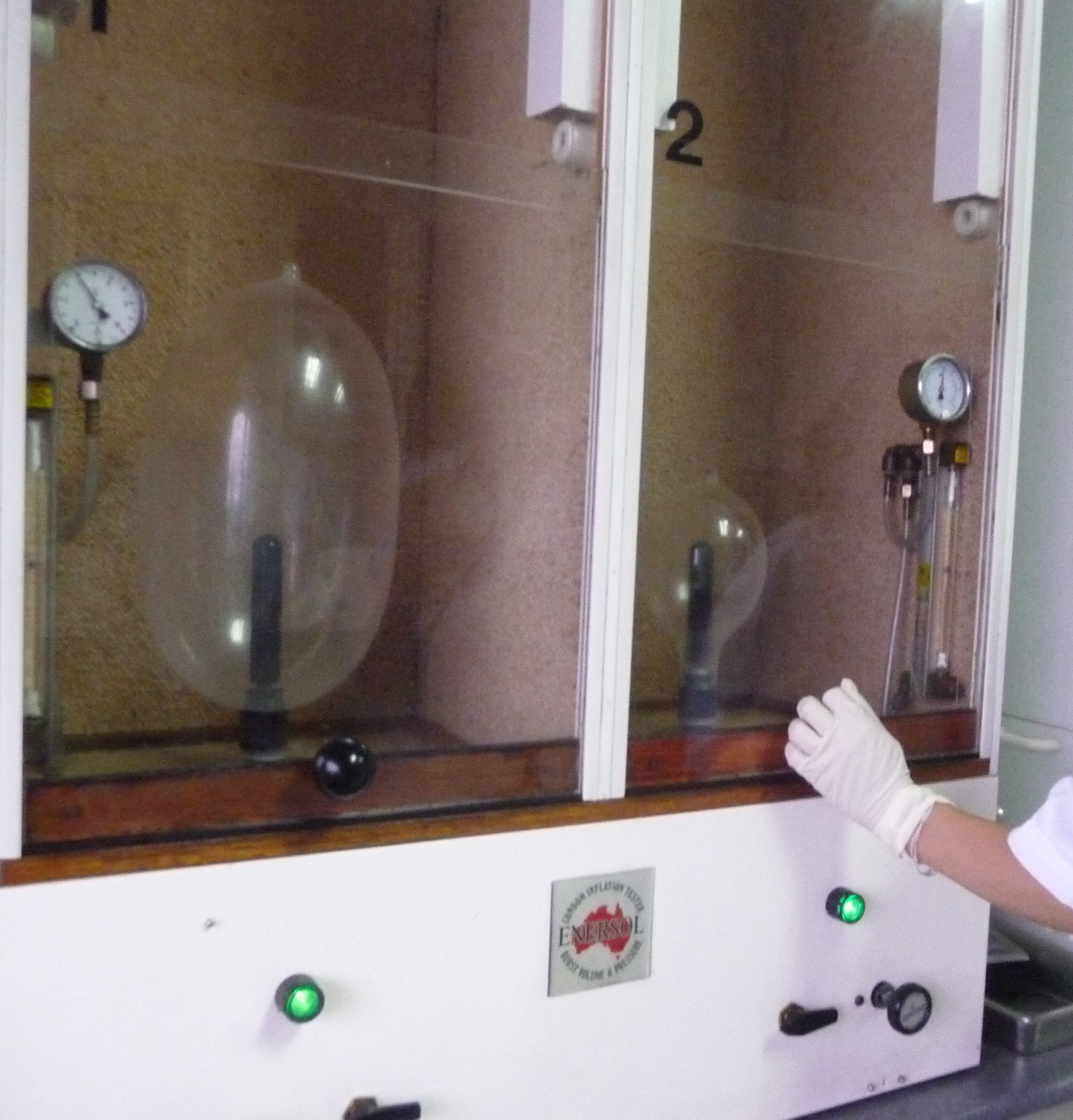
Test de résistance et de flexibilité

- La résistance et la flexibilité : le préservatif est déroulé sur un tube, puis gonflé avec de l’air jusqu’à ce qu’il éclate. Sa pression au moment de la rupture est l’indicateur de la résistance, son volume celui de la flexibilité.

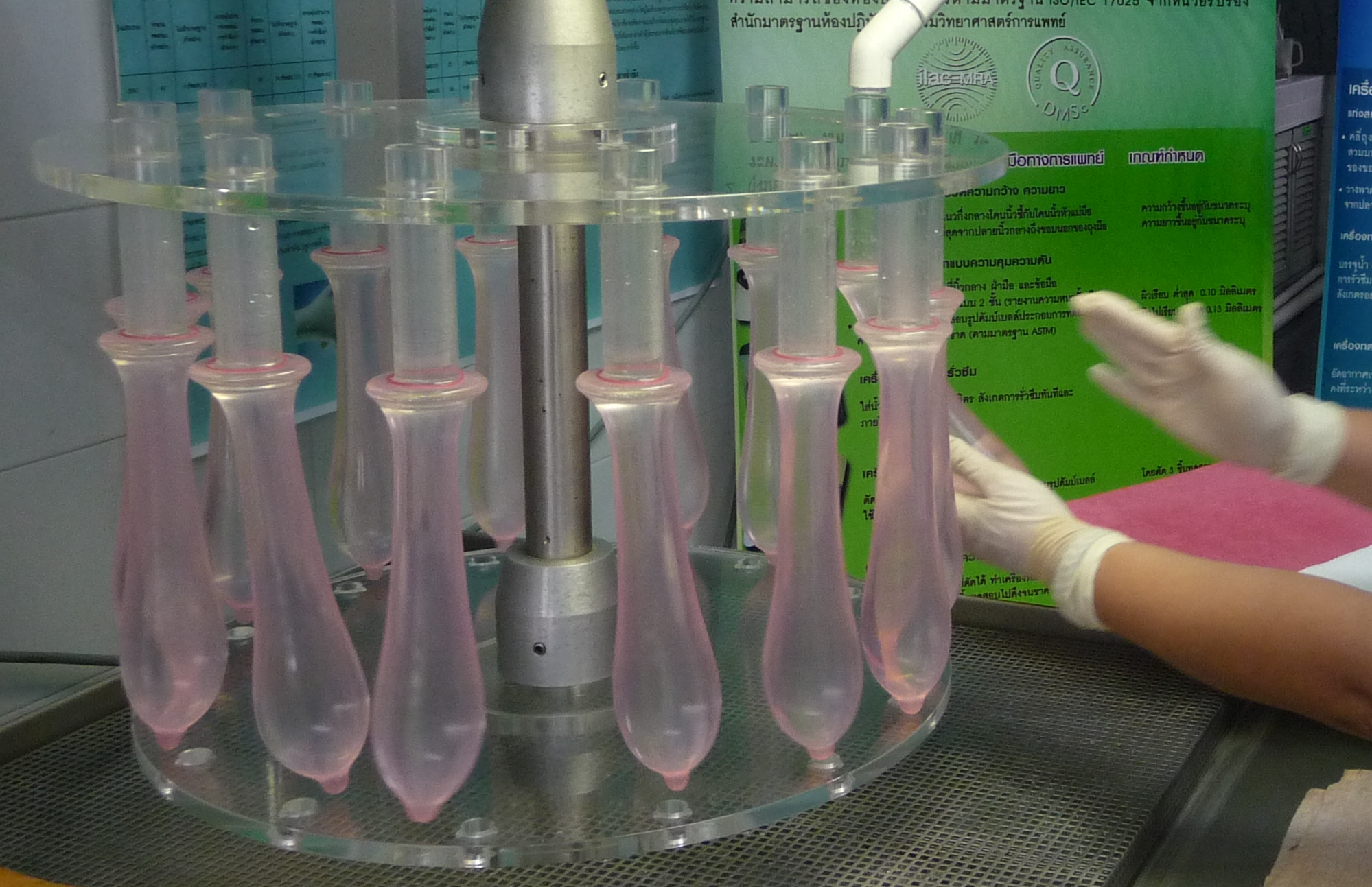
test pour détecter les fuites

- L’étanchéité (absence de fuites) : les préservatifs sont remplis avec 300 ml d’eau. Si le premier contrôle visuel ne détecte pas de fuite, un deuxième contrôle se fait par un roulage du préservatif rempli sur du papier coloré qui absorbera l’eau et rendra visible une petite fuite.
- Les dimensions : la largeur et la longueur sont mesurées et doivent correspondre aux données de l’emballage.
- L’étanchéité de l’emballage individuel : les emballages sont immergés dans un liquide coloré et de l’air est pompée sous les emballages. Un gonflement de l’emballage indique la présence une fuite ; l’emballage est alors éliminé. Les emballages sont ensuite ouverts : s’ils contiennent du liquide coloré, ils sont défectueux.

Il n’y a pas d’information sur l’utilisation d’un préservatif, mais une affiche rappelle que les corps gras (comme la vaseline) sont à éviter car ils risquent de rendre le préservatif poreux.

## Histoire du musée
En Thaïlande, le Ministère de la Santé publique délivre les autorisations de mise sur le marché et contrôle la qualité des préservatifs sur le marché. Le Département des Sciences Médicales a collectionné et testé les préservatifs depuis 1986. En 2010 il a ouvert le musée pour diffuser ses connaissances, élargir l’information au public, et montrer à des professionnels (journalistes, chercheurs) que la production thaïlandaise de préservatifs est sérieuse et fiable : actuellement la Thaïlande est le premier exportateur mondial de préservatifs.

## Contexte thaïlandais
La Thaïlande est un des premiers pays en Asie à avoir reconnu le problème du SIDA. Le gouvernement a concentré sa première campagne sur l’utilisation du préservatif dans l’industrie du sexe. Même si la prostitution est officiellement interdite en Thaïlande, elle est très répandue (y compris la prostitution masculine), avec une clientèle fortement masculine et un tourisme sexuel toujours très actif. La campagne des années 1990 a permis de réduire fortement la contamination via la prostitution, ce qui a réduit la mobilisation de la politique de prévention : les jeunes thaïlandais d'aujourd'hui sont réticents pour utiliser le préservatif.